# Rhadinaea kinkelini
Rhadinaea kinkelini este o specie de șerpi din genul Rhadinaea, familia Colubridae, descrisă de Boettger 1898. Conform Catalogue of Life specia Rhadinaea kinkelini nu are subspecii cunoscute.